# Crenidens crenidens
Crenidens crenidens (Forsskål, 1775), unica specie del genere Crenidens, è un pesce d'acqua salata della famiglia Sparidae.

## Distribuzione e habitat
Questa specie è diffusa nell'Oceano Indiano occidentale, dal Mar Rosso alle coste del Sudafrica. È migrata nel Mar Mediterraneo attraverso il Canale di Suez. Abita aree costiere, con acque calme e fondali melmosi.

## Descrizione
La forma del corpo è tipica degli Sparidae: allungata, compressa ai fianchi ed abbastanza alto. La pinna dorsale presenta i primi raggi spinosi. La coda ha il margine bilobato. La livrea è argentea. Raggiunge una lunghezza massima di 30 cm.

## Riproduzione
Come per le altre specie del genere.

## Alimentazione
Ha dieta onnivora: si nutre di alghe, vermi, crostacei ed invertebrati.

## Pesca
C. crenidens è oggetto di pesca per l'alimentazione umana ma anche utilizzate come esca viva.